# GPR146
GPR146 (англ. G protein-coupled receptor 146) – білок, який кодується однойменним геном, розташованим у людей на короткому плечі 7-ї хромосоми. Довжина поліпептидного ланцюга білка становить 333 амінокислот, а молекулярна маса — 36 580.
| 10         |  | 20         |  | 30         |  | 40         |  | 50         |
| ---------- |  | ---------- |  | ---------- |  | ---------- |  | ---------- |
| MWSCSWFNGT |  | GLVEELPACQ |  | DLQLGLSLLS |  | LLGLVVGVPV |  | GLCYNALLVL |
| ANLHSKASMT |  | MPDVYFVNMA |  | VAGLVLSALA |  | PVHLLGPPSS |  | RWALWSVGGE |
| VHVALQIPFN |  | VSSLVAMYST |  | ALLSLDHYIE |  | RALPRTYMAS |  | VYNTRHVCGF |
| VWGGALLTSF |  | SSLLFYICSH |  | VSTRALECAK |  | MQNAEAADAT |  | LVFIGYVVPA |
| LATLYALVLL |  | SRVRREDTPL |  | DRDTGRLEPS |  | AHRLLVATVC |  | TQFGLWTPHY |
| LILLGHTVII |  | SRGKPVDAHY |  | LGLLHFVKDF |  | SKLLAFSSSF |  | VTPLLYRYMN |
| QSFPSKLQRL |  | MKKLPCGDRH |  | CSPDHMGVQQ |  | VLA        |  |            |

A: Аланін

C: Цистеїн

D: Аспарагінова кислота

E: Глутамінова кислота

F: Фенілаланін

G: Гліцин

H: Гістидин

I: Ізолейцин

K: Лізин

L: Лейцин

M: Метіонін

N: Аспарагін

P: Пролін

Q: Глутамін

R: Аргінін

S: Серин

T: Треонін

V: Валін

W: Триптофан

Кодований геном білок за функціями належить до рецепторів, g-білокспряжених рецепторів, білків внутрішньоклітинного сигналінгу. 
Локалізований у клітинній мембрані, мембрані.